# Juruti
Juruti é um município brasileiro do estado do Pará, pertencente à Mesorregião do Baixo Amazonas, no norte brasileiro.
Sua população, conforme estimativas do IBGE de 2021, era de 59 961 habitantes.

## Etimologia
Juruti é um topônimo de origem tupi que significa "colo firme" em alusão ao aspecto das aves leptotila (a qual fica com o pescoço tenso no momento de seu canto), espécie encontrada em grande quantidade no período da formação do município.

## Geografia
Localiza-se a uma latitude 02º 09' 08" sul e longitude 56º 05' 32" oeste. Estando a uma altitude de 36 metros. Sua população estimada em 2016 era de 55.179 habitantes.
O município detém uma grande e preservada área de floresta, onde predomina o bioma de floresta tropical amazônica, ombrófila densa, cujo tipo de vegetação é caracterizado como mata perenifólia cujo dossel é de até 50 m, com árvores emergentes de até 40 m de altura.

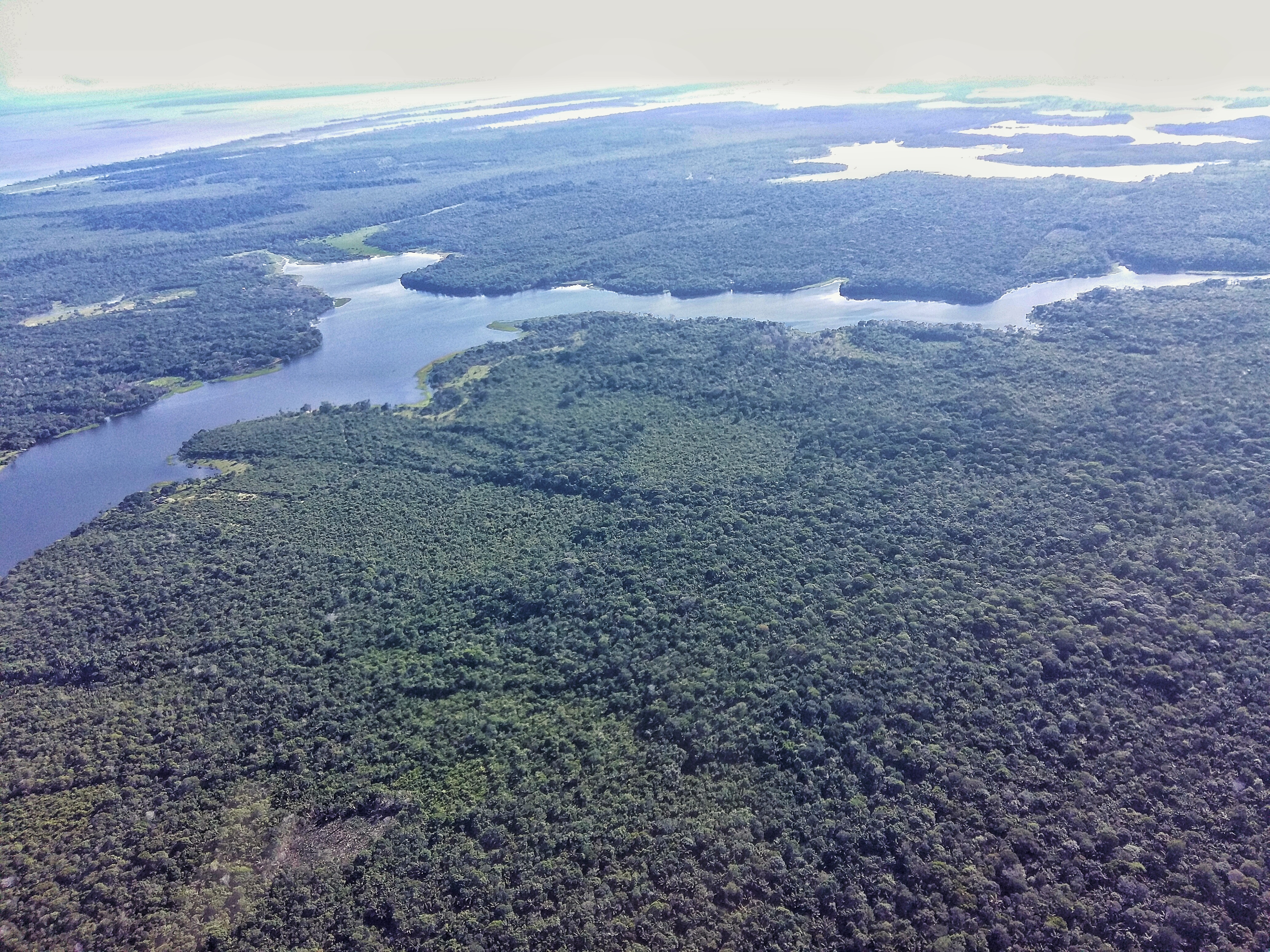
Lago do Jará, no município de Juruti. Destaca-se a floresta densa que o cerca.

Segundo a o clima de Juruti é de área de monções (Am), que é caracterizada por chuva intensa e muito calor.

## História
A região onde se encontra o município de Juruti historicamente em períodos distintos teve seus territórios habitados pelas etnias pocós e condurís os quais eram povos nativos de todo o Baixo Amazonas (oeste do Pará). De acordo com registros do naturalista Domingos Soares Ferreira Pena, no local onde se estabeleceu a Missão Jesuíta de Nossa Senhora da Saúde fora uma aldeia dos índios mundurucus, localizada sobre as praias brancas do Lago Juruti.
Inicialmente os índios foram catequizados por missionários Capuchinhos e assim fundaram o que seria o atual município de Juruti em 1818, que esteve sujeito à direção de um missionário com poderes paroquiais. O padre Antonio Manuel Sanches de Brito, o "missionário com poderes paroquiais", dispunha de poderes administrativos equivalentes ao atual cargo de "Presidente da Câmara de Vereadores". A missão dos Capuchinhos possuía uma pequena igreja, que havia sido construída pelos indígenas da região, que em tudo dependia do auxilio da fazenda pública do Pará.

### Elevação à freguesia
O município teve a categoria elevada à freguesia sob o nome de "Nossa Senhora da Saúde", dado pelo governo da província do Grão-Pará em execução a lei geral do Império do Brasil de 29 de novembro de 1832 que a considerou como fazendo parte do Termo de Faro nas sessões do Conselho do Governo da província do Pará. Quando foi realizada a divisão da província do Grão-Pará em termos e comarcas - Grão-Pará, Baixo Amazonas e Alto Amazonas em 25 de junho de 1833, pelo decreto-lei nº 20, a localidade adquiriu categoria de freguesia, ficando integrada ao Termo de Faro (atual município de Faro). Nessa época, estabeleceu-se também, o limite ocidental da então criada freguesia de Nossa Senhora da Saúde de Juruti, na serra de Parintins, com os estados do Pará e Amazonas.
Em 1855 era vigário da freguesia de Juruti o padre João Monteiro da Cunha que, em obediência a lei geral do Império do Brasil nº 601 de 18 de setembro de 1850, e de seu regulamento baixado com o decreto Nº 1.318 de 30 de janeiro de 1854, recebeu e registrou as declarações de posse de terras na freguesia com número superior a 300 até na serra de Parintins.

### Transferência da sede municipal
Em 3 de dezembro de 1859, de acordo com o relatório do presidente da província do Pará Miguel de Frias e Vasconcelos, foi enviado a sua ordem o engenheiro 1º tenente Joaquim Rodrigues de Moraes Jardim, com instruções precisas e necessárias de estudar os lugares possíveis e escolher o ponto mais conveniente para que então pudesse ser feito o assento da nova povoação da freguesia de Nossa Senhora da Saúde. Foi escolhido o lugar na margem direita do rio Amazonas entre a ponta do Maracá-Açú e a boca do igarapé do Balaio, com a justificativa de "reunir as melhores vantagens e condições favoráveis para o assentamento da nova povoação", pois sua elevação era "bastante considerável" ficando "segura das maiores enchentes que o Rio Amazonas podia apresentar", sendo o terreno "bastante sólido" o que proporciona "melhores condições para a edificação de prédios". Outro fator para escolha do assentamento, estava na disposição de mão-de-obra escrava dos índios Mundurucus, que poderiam ser utilizados na construção da freguesia. Este fato colaborou para a extinção dos povos indígenas da região de Juruti.
No ano de 1872, em execução ao decreto Imperial nº 1.083, a freguesia de Nossa Senhora da Saúde apresentou um candidato indicado pelos missionários para concorrer a uma vaga na câmara de vogais de Óbidos (Câmara de Vereadores) para representar a freguesia.
Com a lei provincial do Pará nº 930 de 15 de julho de 1879, Juruti passou a ser ponto de escala da navegação a vapor subvencionada pela província do Pará, que se estendeu posteriormente até Santa Júlia.

### Emancipação política
Em 9 de abril de 1883, sob a lei provincial do Pará de nº 1152, Juruti foi elevado à categoria de município. Foi instalado oficialmente o município em 9 de março de 1885, por delegação do governador da província, Rufino Enéas Gustavo Galvão.
A instalação do município se deu por ordem do capitão João Rodrigues, presidente da câmara de Óbidos, onde declarou empossados os primeiros vogais (vereadores) para atuarem na câmara municipal de Juruti. Os vogais (vereadores) empossados foram: Marceonilo Alves Pontes, José Cavalcante Rodrigues de Souza, Antônio Bertoldo de Souza, João Paulo da Silva, Manuel Mâncio de Souza e Inácio José Santarém.

### Instabilidade política e perda da emancipação
Com a proclamação da República, o governo provisório do estado dissolveu câmara municipal, criando em seguida um conselho de intendência municipal, para o qual nomeou como presidente Dário Rodrigues de Souza; e vogais Joaquim Felipe Batista Gonzaga, Joaquim José de Souza, José Bento Lobo, José Pereira da Costa, Sesino Tavares e José Edmundo Jeffrey. Foi um período de conturbada crise política, em função da transição entre o período monárquico e o republicano.
A lei estadual de nº 687 de 23 de março de 1900 deu melhoras ao distrito de Juruti-Velho, dando-lhe a denominação de vila Muirapinima.
Em consequências de dissecções políticas no município, conjuntamente com os de Quatipuru e Oriximiná, foi extinto o município de Juruti, pela lei de nº 729 de 3 de abril de 1900, anexando o respectivo território aos municípios de Faro e Óbidos, permanecendo extinto por 13 anos.

### Restauração da emancipação e crescimento populacional
O legislativo estadual do Pará, com a lei de nº 1295 de 8 de março de 1913, sancionado pelo governador Enéas Martins, restabeleceu o antigo município de Juruti. O decreto de nº 3.053 de 31 de janeiro de 1914 marcou o dia 1º de março de 1914 para eleição do intendente de vogais do conselho municipal de Juruti.
No dia 3 de maio de 1914 teve o lugar a reinstalação do município, marcado pelo decreto estadual do Pará nº 3.083, com a posse do intendente e vogais eleitos. Em 1920, o município de Juruti aparece formado por somente o distrito-sede.
Sofreu, porém, em face do decreto estadual nº 6 de 4 de novembro de 1930, nova supressão, ficando-lhe o território sob a administração direta do estado. Tais disposições, de supressão do município jurutiense, foram confirmadas no decreto estadual nº 78, de 27 de dezembro de 1930.
Já a lei estadual nº 8, de 31 de outubro de 1935, ao relacionar os municípios do Pará, inclui, entre eles, o de Juruti. Nessa categoria de município existente, figura nos quadros da divisão territorial de 31 de dezembro de 1936 e 31 de dezembro de 1937, subdividido, neste último, em 2 distritos: Juruti e Lago Grande de Vila Franca.
No ano de 1942, em decorrência da Segunda Guerra Mundial, e da xenofobia contra os japoneses, houve uma imigração de nipônicos para Juruti a partir de uma colônia destes já existente na vila Amazônia, no município de Parintins, no estado do Amazonas. Os japoneses (ou koutakuseis, como se autodenominavam, por serem alunos da Kokushikan Koutou Takushoko Gakko, a Escola Superior de Colonização) encontraram em território jurutiense tanto refúgio quanto terras mais férteis.
Na divisão territorial que o decreto-lei estadual nº 4.505, de 30 de dezembro de 1943, fixou para vigorar no quinquênio 1944-1948, apresenta-se integrado, como anteriormente, por unicamente o distrito-sede.

### Fatos recentes
Nas décadas de 1980 e 1990 ocorreu o fenômeno das terras caídas no município de Juruti. Esse fenômeno fez grandes mudanças na cidade, principalmente no que diz respeito à questão econômica e infraestrutura.
Em meados dos anos de 2004 e 2005 instala-se no município de Juruti um projeto de mineração, chamado de "Projeto Juruti", que explora minério de bauxita.
Pela Lei Municipal nº 941, de 31 de outubro de 2006 o município está dividido administrativamente em quatro distritos: Sede, sendo a própria cidade Juruti; Tabatinga, com sede na vila de Tabatinga; Castanhal, com o sede na vila Castanhal, e; Juruti-Velho sendo sua sede a vila de Muirapinima.
Em 2011 a região oeste do Pará, lutou pela sua emancipação política e administrativa, com o objetivo de criar o estado do Tapajós. No plebiscito sobre a divisão do estado do Pará, a população local votou maciçamente pela divisão, tendo mais de 90% de aprovação. Entretanto o peso demográfico da Região Metropolitana de Belém se sobrepôs ao anseio local, e a divisão para criação do Tapajós foi rejeitada.

## Economia

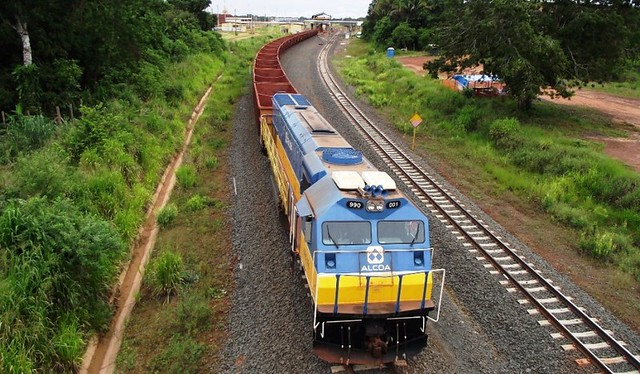
Composição ferroviária na Estrada de Ferro Juruti, que transporta a bauxita extraída na mina de Juruti, em 2009.

Uma das grandes fontes de renda do município é a mineração, que gera muitos róialtis para o caixa da prefeitura. O principal minério extraído em Juruti é a bauxita, que têm suas minas exploradas pela multinacional estadunidense Alcoa. A área de lavra do minério está localizada nos platôs Capiranga, Mauari e Guaraná, numa área de floresta densa, nas cabeceiras do igarapé Juruti Grande.
Outras fontes de renda do município incluem o extrativismo vegetal, que se assenta, principalmente, na exploração da madeira e na comercialização do açaí in natura. O extrativismo animal também possui grande destaque, com a pesca artesanal.
Outras atividades incluem o setor de comércio e serviços e o beneficiamento de farinha.

## Infraestrutura

### Transportes
A única rodovia que corta o território do município é a PA-257 (ou Rodovia Translago), que liga a sede de Juruti às vilas de São Pedro, Aracuri, Curuaí e Arapixuna. Na extremidade oeste da PA-257, em Arapixuna, há um porto de onde partem embarcações diariamente à Santarém, Óbidos e Alenquer. Pelo Plano Estadual de Rodovias, esta deveria ter pavimento asfáltico e terminar sua ligação com a rodovia BR-163.
O município conta com uma ferrovia, a Estrada de Ferro Juruti, que funciona majoritariamente para transporte de cargas minerais da Mina de Bauxita de Juruti até o Porto de Juruti.
O Porto de Juruti, às margens do rio Amazonas, é um dos maiores do estado do Pará, tendo capacidade de receber até mesmo navios de grande calado, como os Panamax.
A sede municipal dispõe de uma pista de pousos, o Aeroporto de Juruti (SJOH).

### Educação
O município possui um campus da Universidade Federal do Oeste do Pará, que oferta, em período regular, os cursos de agronomia e engenharia de minas.